# El Sueño de Morfeo
El Sueño de Morfeo foi um grupo de música pop espanhol formado em 2002, composto por Raquel del Rosario (voz), Juan Luis Suárez (guitarra) e David Feito (violão), os quais trabalham juntos a alguns anos e compõem canções de sólidas estruturas pop-rock com influências do folk e do celta, apoiadas com a chamativa voz de Raquel.

## Carreira

### 2002-03: Formação
O grupo foi formado no ano de 2002 com o nome Xemá e seu primeiro álbum saiu nesse mesmo ano intitulado "Del Interior". Não alcançou grande êxito de vendas devido a quase nula divulgação. Esse álbum foi gravado enquanto David e Raquel davam aula de música em um colégio perto de Oviedo, junto com outros professores do mesmo colégio que deixaram o grupo mais tarde.

### 2004-06: Um salto para o sucesso
Após a incorporação de Juan Luis Suárez ao grupo em 2003, o trio resolveu escolher um novo nome para a banda. Pensaram em nomes como "Pupitre Azul" e "La Hija Del Caos", finalmente escolheram "El Sueño de Morfeo". Em 2004, a convite da emissora espanhola Globomedia participaram de alguns capítulos da série de TV Los Serranos e interpretaram a canção "1+1 son 7" junto ao ator e cantor Fran Perea. Pouco após essa participação lançaram seu primeiro single, intitulado Nunca volverá, que alcançou grande êxito de vendas na Espanha sendo certificado como disco de platina. Em Março de 2005 lançaram seu álbum homônimo que vendeu mais de cem mil cópias e recebeu o disco de platina. Se firmaram definitivamente nas paradas espanholas com seu segundo single, Ojos de Cielo.
No ano de 2006 a banda foi convidada a interpretar a canção Reencontrar para a trilha sonora do longa de animação infantil Carros.
Sua primeira turnê percorreu mais de cem cidades espanholas. Além disso o grupo também fez uma turnê promocional na América Latina em 2006. No mesmo ano gravaram uma versão da música "I Will Survive" de Gloria Gaynor para atuar como tema do comercial de uma marca de cerveja.

### 2007-08: Consolidação comNos vemos en el camino
Em novembro de 2006 o grupo anunciou que estava gravando seu segundo disco de estúdio. No dia 7 de março do ano seguinte, adiantaram uma das faixas do álbum, chamada "Un tunel entre tú y yo", que entrou na trilha sonora do seriado Los Serranos. À 10 de março o primeiro single desse disco, chamado "Para toda la vida", estreou nas rádios espanholas. No mesmo dia a banda anunciou que o álbum se chamaria Nos vemos en el camino. O disco foi lançado no dia 17 de abril e foi um grande sucesso, ganhando rapidamente o disco de ouro, assim como o single de abertura "Para toda la vida".

### 2009-10:Cosas que nos hacen sentir bien
No dia 1º de março de 2009 o grupo anunciou que estava gravando seu terceiro álbum em Los Angeles com o produtor Rafa Sardina. O primeiro single do álbum, chamado "Si no estás" estreou nas rádios dia 13 de abril quando também se anunciou que o nome do álbum seria Cosas que nos hacen sentir bien. Em 23 de abril estreou o vídeo clipe de "Si no estás" através da rede social Tuenti. Em 26 de Maio de 2009 foi lançado o CD que dessa vez traz um som muito mais rock, não esquecendo o toque celta característico da banda. O segundo single do álbum foi No Sé Donde Voy seguido de Gente e Ven.

### 2011-13:Buscamos sonrisas,Eurovisãoe fim

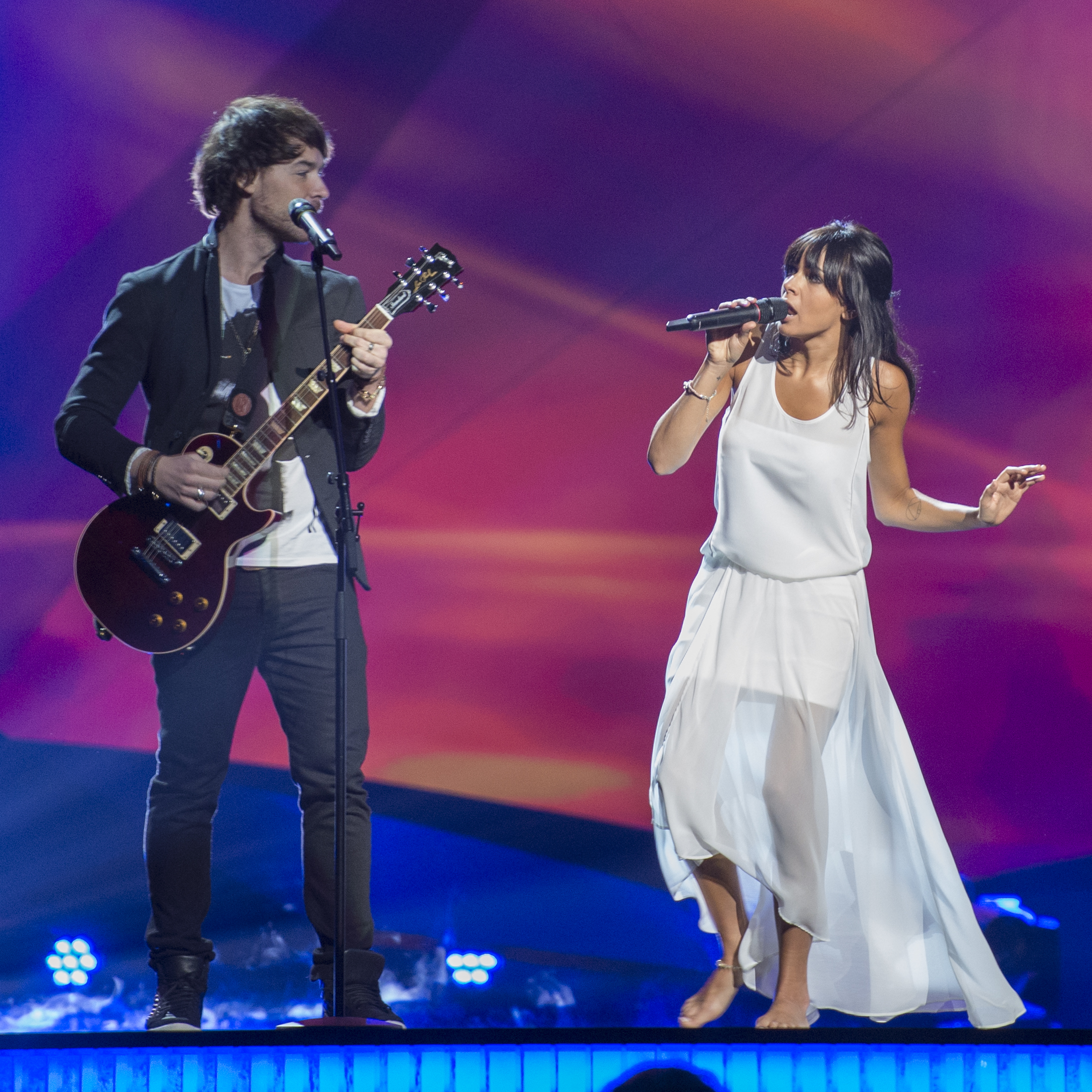
Festival Eurovisão da Canção de 2013

No início de 2011, eles colaboraram com La Musicalité em uma nova canção, “Cuatro elementos”, que chegou a 9ª posição no Singles Chart España. Em fevereiro de 2011, Raquel competiu junto com Luca Barbarossa no Festival de Música de Sanremo 2011, onde terminou em quinto lugar, com sua composição "Fino no fondo".
No dia 14 de novembro de 2011 a banda lançou o primeiro single de seu novo álbum, Depende de tí. O álbum Buscamos sonrisas foi lançado em 14 de fevereiro de 2012. O segundo single, Lo mejor está por llegar foi lançado em 5 de junho de 2012.
A banda representou a Espanha no Festival Eurovisão da Canção de 2013 com a canção “Contigo hasta el final”. A canção escolhida e outras três canções da banda candidatas ao festival foram incluídas no álbum Todos tenemos un sueño que consiste basicamente de artistas notáveis, como Pastora Soler, Álex Ubago, Laura Pausini, cantando famosas músicas da banda. Após a participação no festival a banda encerrou suas atividades.

## Integrantes
- David Feito Rodríguez (16 de maio de 1979, Oviedo, Astúrias) — violão
- Juan Luis Suárez Garrido (4 de abril de 1976 - Gijón, Astúrias) — guitarra
- Raquel del Rosario Macías (3 de novembro de 1982, Teror, Gran Canaria) — voz

## Discografía
- 2005: El sueño de Morfeo
- 2007: Nos vemos en el camino
- 2009: Cosas que nos hacen sentir bien
- 2012: Buscamos sonrisas